# リアクション動画
リアクション動画（リアクションどうが）は、人が何かに反応する様子を映した動画である。動画、テレビ番組、映画の予告編、ミュージック・ビデオ、ニュースなどを視聴する人々の感情的な反応、批評、コメントを見せる動画はYouTubeやTwitchなどで多数公開されており、人気も高い。動画に映っている人物は、録画されていることを知らされていない場合もある。多くの場合、リアクション動画には人々が反応している動画が表示され、視聴者は何に反応しているのかを知ることができる。
リアクション動画が反応するコンテンツの盗用や著作権侵害ではなくフェアユースに該当するかどうか、そしてどういう場合にそうなるかという問題に関しては論争が起こっており、議論や討論の対象となっている。

## 歴史

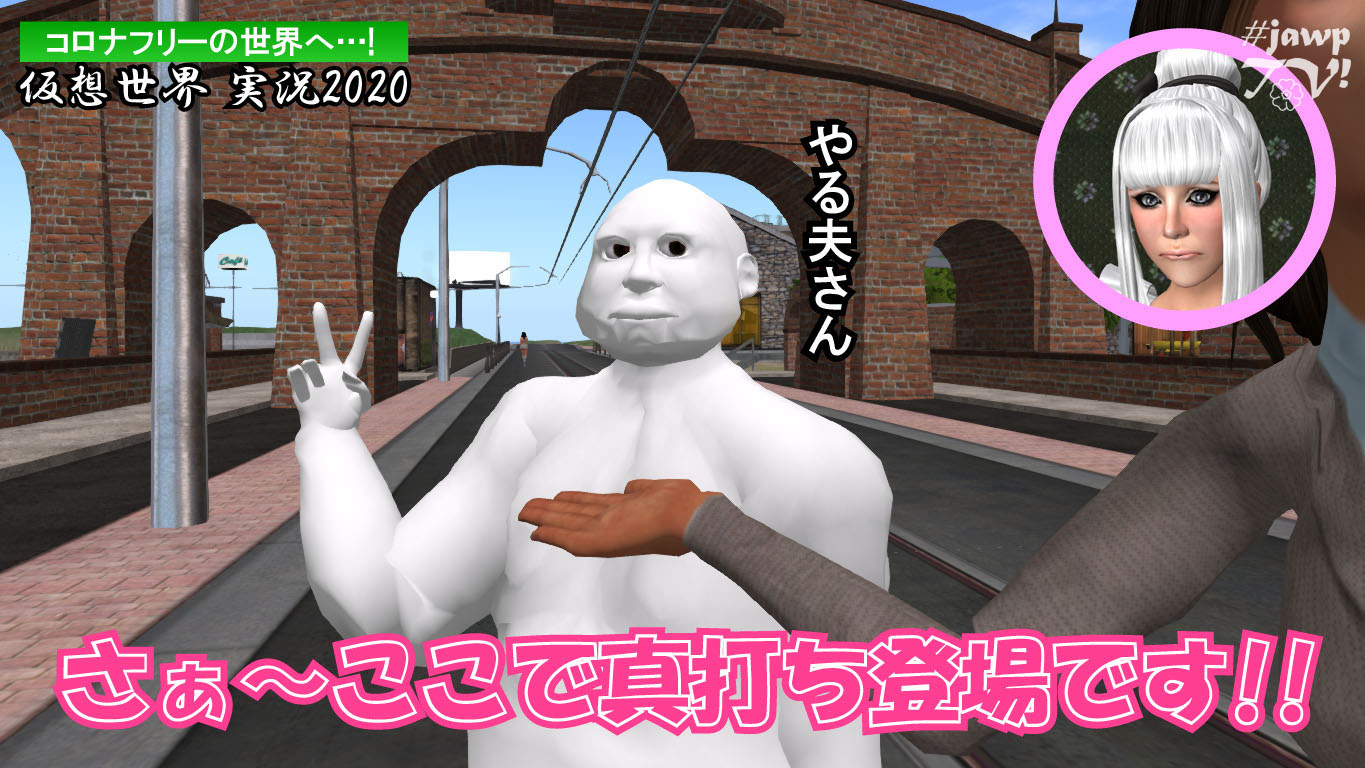
日本のバラエティ番組におけるワイプの例（右上）

日本のバラエティ番組では、タレントがVTRに対して反応する様子が映し出されることが多い。観客が問題に回答する1970年代初頭のクイズ番組から発展して、1981年には『なるほど!ザ・ワールド』（フジテレビ）が、タレントが短いVTRを視聴して、VTR上の問題に回答するという形式を導入した。これは最終的にワイプに発展し、画面の隅に配置されたワイプの中でタレントがVTRに反応するようになった。この形式は、アメリカのテレビ番組における録音笑いに相当するものとして、日本のバラエティ番組では広く用いられている。
最初期にインターネットで話題になったリアクション動画は、「Scary Maze Game」と呼ばれるいたずらに対して子供が反応する2006年のYouTubeの動画である。2007年以降、リアクション動画はインターネット上で急増した。この時期のリアクション動画のトピックの例として、ショッキングな動画『2 Girls 1 Cup』に対する反応が挙げられる。2011年までに、映画の予告編に対する自らの反応を映す動画は、YouTubeなどにおける定番の動画となった。『ゲーム・オブ・スローンズ』の2013年のエピソード『キャスタミアの雨』のように、特に人気または衝撃的なテレビ番組の出来事に対しては多数のリアクション動画がアップロードされ、その動画自体が論評の対象となる場合がある。
2013年、イギリスのテレビ局チャンネル4は、リアクション動画の形式を取り入れたテレビ番組『Gogglebox』の放送を開始した。これは、家族や友人グループが自宅で前週の人気テレビ番組を視聴して議論するリアリティ番組である。この形式は成功し、他のテレビ市場でも版権を取得したリメイク作品が製作された。

## 音楽のリアクション動画
楽曲やミュージック・ビデオを初めて聴いた時の反応を撮影したリアクション動画も存在する。このような動画の中には、自分たちが関心のある曲について別の界隈の人々がどのように感じているかという好奇心が現れているものもある。『ニューヨーク・タイムズ』は、若い黒人が年配の白人ミュージシャンの曲に対して好意的な反応を示すリアクション動画には、人種の動態が見られると指摘した。
音楽リアクション動画を配信するYouTubeチャンネルの中には大きな成功を収めているものもあり、大手レコード会社はアーティストの宣伝のためにこのようなチャンネルと接触している。フィル・コリンズの楽曲「夜の囁き」に対するティム・ウィリアムズとフレッド・ウィリアムズのリアクション動画が話題となり、この曲はiTunesのチャートで2位を記録した。

## 評価
この現象に対して『ニューヨーク・タイムズ』のサム・アンダーソンは、人々が画面を見る点において「インターネットの基礎的な体験」を要約していると説明した。アンダーソンによると、人を不快にさせる『2 Girls 1 Cup』に関する最初のリアクション動画を通して、「盾に反射したメドゥーサを見るペルセウスのように、直接遭遇することなくその危険なスリルを体験する」ことができたという。しかし、複数の大衆文化に対する反応が特徴のその後の動画と同様に、このような動画は、あらゆる背景をもつ人々が共通の文化的経験に対し同じように反応する様子を見せることで「文化の違いが拡大する時代において、人間性の明るい普遍性」を体験する魅力を提供するとアンダーソンは記した。
ウィットニー・セイボルドは、リアクション動画は単にその時の感情的な反応を反映するだけの「無作法」で「自己陶酔的」なものであると低い評価を下し、撮影されていることが分かっている人の場合、この形式が約束する正直な感情的反応を実際に反映できていないのではないかと疑問を呈した。
神経科学者のリサ・アジズ＝ザデーは、動画内の人物の体験を共有する役割をミラーニューロンが果たしていると提言した。

## 著作権
リアクション動画には人々が反応している動画が表示され、視聴者は何に反応しているのかを知ることができる。これにより、アメリカ法において、他のクリエイターのコンテンツに反応することがどのような範囲・条件でフェアユースの原則に該当するかという論争が生じた。
2023年にbilibiliとYoukuが争った裁判では、bilibiliはプラットフォーム上にアップロードされたテレビシリーズ『山河令』へのリアクション動画に対して著作権侵害で提訴され、Youkuへの35万元の賠償を命じられた。上海市楊浦区の人民法院は、リアクション動画はフェアユースの条件を満たしておらず、動画制作者は適切な許可を得ていなかったため、作品の権利を侵害することに繋がると判断した。